# Falconara Albanese
Falconara Albanese é uma comuna italiana da região da Calábria, província de Cosenza, com 1.457 habitantes. Estende-se por uma área de 18 km², tendo uma densidade populacional de 81 hab/km². Faz fronteira com Cerisano, Fiumefreddo Bruzio, Marano Principato, San Lucido.

## Demografia
| Variação demográfica do município entre 1861 e 2011                               |
|                                                                                   |
| Fonte: Istituto Nazionale di Statistica (ISTAT) - Elaboração gráfica da Wikipedia |